# 龙场悟道
龙场悟道，为明朝大哲「陽明先生」王守仁思想领悟的事件。
26°50′58.15″N 106°36′21.51″E / 26.8494861°N 106.6059750°E

## 简介
王守仁早年习程朱理学，为履践朱熹“格物致知”，便欲格尽竹子之理，但一连格了七天七夜，终一无所得，却累得病倒。王守仁因此对程朱理学中“格物致知”之说产生怀疑。
明武宗正德元年（1506年），王守仁因当廷反对大宦官刘瑾专权，被刘瑾陷害，廷杖四十，谪贬作贵州龙场驿丞。龙场位于贵阳西北约七十里（今修文县），当时为蛮荒之地。
王守仁一路躲避刘瑾的陷害追杀，不远万里到中国西南部山区赴任。当时龙场万山丛薄，苗、僚杂居，处于困境的王守仁对《大學》的中心思想有了新的领会，王守仁认为“心”是万事万物之本源，世上的一切都由“心”推演得来，受“心”的支配。
王守仁并结合自己的思想成果，在贵州当地大兴讲学，为当地开化之始。这段时期王守仁的代表作有《训龙场诸生》。史称王守仁此段时间内（一般认为集中于公元1508年）的思想活动作“龙场悟道”。
名言“尔未看此花时，此花与尔心同归于寂。尔来看此花时，则此花颜色，一时明白起来。便知此花，不在尔的心外。”便出自这一时期。